# Либерати, Эрнест
Эрне́ст Либерати (итал. Ernest Libérati; 22 марта 1906, Оран — 2 июня 1983) — французский футболист итальянского происхождения, крайний правый нападающий.
Начал карьеру в клубе «Амьен», в 1932 году перешёл в клуб «Лилль» (который тогда назывался «Фив» и «Олимпик Лилль»), в 1935 году перешёл в «Сошо-Монбельяр», затем по одному сезону выступал за «Валансьен-Анзен» и «Олимпик Марсель», в котором завершил карьеру в 1938 году.
За сборную Франции выступал с 1930 по 1934 год, за которую провёл 19 матчей и забил 4 гола. Либерати был участником первого чемпионата мира, на котором провёл 3 игры (именно он в первом матче против Мексики отдал голевой пас на Люсьена Лорана, который забил первый гол в истории чемпионатов мира). Также был участником квалификации ко второму чемпионату мира, проведя 1 матч с Люксембургом, забив 1 мяч. Также Либерати был участником знаменитого матча сборной Франции с Англией, в котором французы разгромили «родоначальников» футбола 5:2.
| №  | Дата            | Место проведения       | Соперник   | Счёт | Голы | Турнир              |
| 1  | 23 февраля 1930 | Порту, Португалия      | Португалия | 0:2  | -    | Товарищеский матч   |
| 2  | 23 марта 1930   | Париж, Франция         | Швейцария  | 3:3  | 1    | Товарищеский матч   |
| 3  | 13 апреля 1930  | Париж, Франция         | Бельгия    | 1:6  | -    | Товарищеский матч   |
| 4  | 13 июля 1930    | Монтевидео, Уругвай    | Мексика    | 4:1  | -    | Чемпионат мира 1930 |
| 5  | 15 июля 1930    | Монтевидео, Уругвай    | Аргентина  | 0:1  | -    | Чемпионат мира 1930 |
| 6  | 19 июля 1930    | Монтевидео, Уругвай    | Чили       | 0:1  | -    | Чемпионат мира 1930 |
| 7  | 7 декабря 1930  | Париж, Франция         | Бельгия    | 2:2  | -    | Товарищеский матч   |
| 8  | 25 января 1931  | Болонья, Италия        | Италия     | 0:5  | -    | Товарищеский матч   |
| 9  | 14 мая 1931     | Париж, Франция         | Англия     | 5:2  | -    | Товарищеский матч   |
| 10 | 20 марта 1932   | Берн, Швейцария        | Швейцария  | 3:3  | 1    | Товарищеский матч   |
| 11 | 10 апреля 1932  | Париж, Франция         | Италия     | 1:2  | 1    | Товарищеский матч   |
| 12 | 1 мая 1932      | Брюссель, Бельгия      | Бельгия    | 2:5  | -    | Товарищеский матч   |
| 13 | 8 мая 1932      | Париж, Франция         | Шотландия  | 1:3  | -    | Товарищеский матч   |
| 14 | 5 июня 1932     | Белград, Югославия     | Югославия  | 1:2  | -    | Товарищеский матч   |
| 15 | 9 июня 1932     | София, Болгария        | Болгария   | 5:3  | -    | Товарищеский матч   |
| 16 | 12 июня 1932    | Бухарест, Румыния      | Румыния    | 3:6  | -    | Товарищеский матч   |
| 17 | 19 марта 1933   | Берлин, Германия       | Германия   | 3:3  | -    | Товарищеский матч   |
| 18 | 21 января 1934  | Брюссель, Бельгия      | Бельгия    | 3:2  | -    | Товарищеский матч   |
| 19 | 15 апреля 1934  | Люксембург, Люксембург | Люксембург | 6:1  | 1    | Отбор к ЧМ-1934     |

Итого: 19 матчей / 4 гола; 5 побед, 4 ничьих, 10 поражений.